# Lasionycta coloradensis
Lasionycta coloradensis là một loài bướm đêm thuộc họ Noctuidae. Nó được tìm thấy ở Dãy núi Rocky từ Montana-Wyoming border tới New Mexico.